# Fleet Air Arm
Die Fleet Air Arm („Flottenluftabteilung“, kurz FAA) ist als Teil der Royal Navy für den Betrieb von Flugzeugen an Bord ihrer Schiffe zuständig. Die Fleet Air Arm betreibt die Lockheed Martin F-35 in einer maritimen Angriffsrolle, die AW159 Wildcat und AW101 Merlin in Kommando- und U-Jagd-Rollen sowie den BAE Hawk in einer Aggressorenrolle. Seit dem Sommer 2023 ist die Princess of Wales die Oberbefehlshaberin der Flottenluftstreitkräfte.

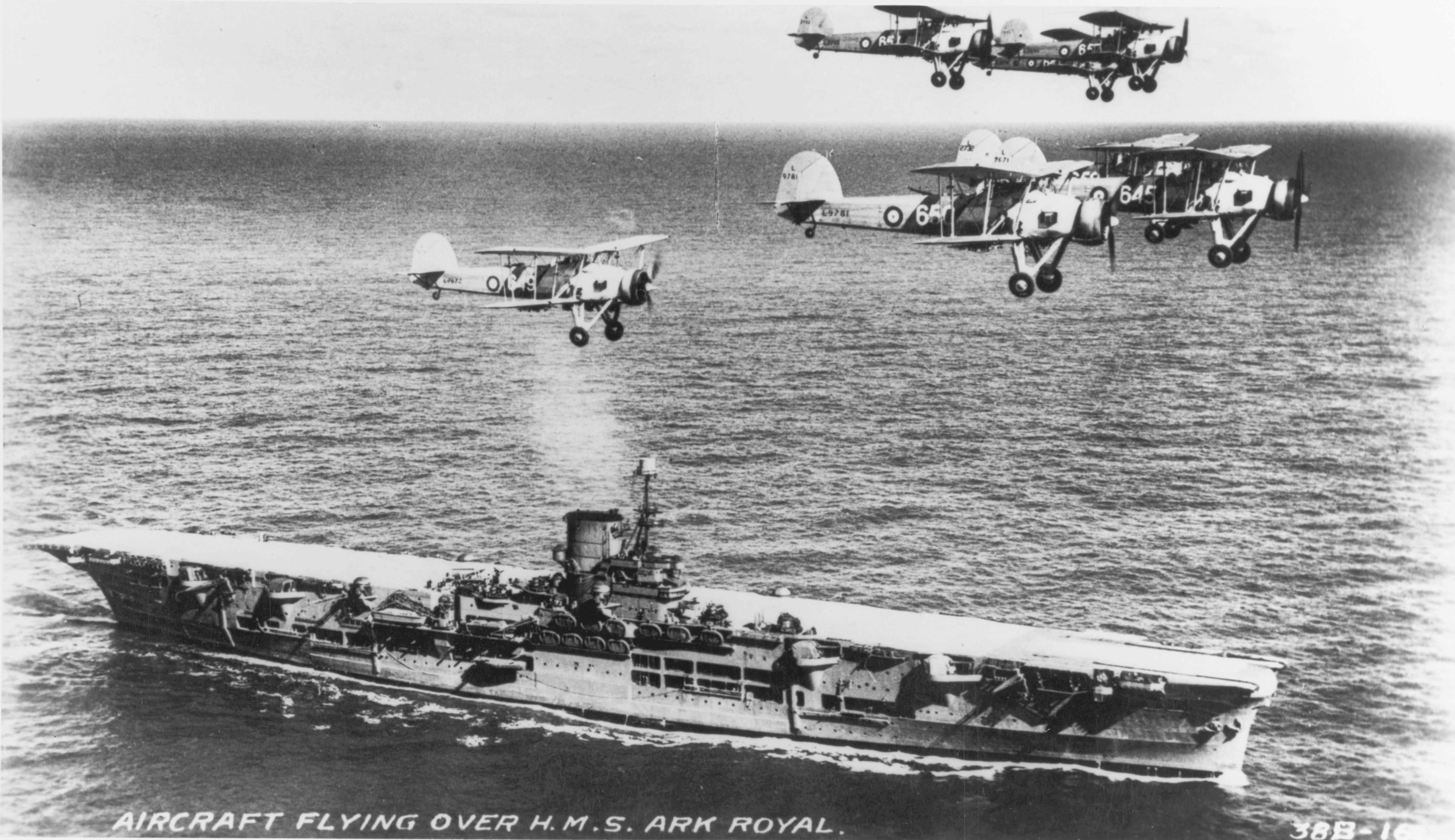
Eine Staffel Fairey Swordfish der FAA über der Ark Royal, 1939

## Geschichte

### Die Anfänge
Im Januar 1914 wurde vom Air Department der britischen Admiralität der Royal Naval Air Service (kurz RNAS) gegründet. Zu Beginn des Ersten Weltkriegs hatte der RNAS die Kontrolle über eine größere Anzahl von Flugzeugen als das Royal Flying Corps (RFC) der British Army.
Hauptaufgabe des RNAS waren Aufklärungsflüge über See und Patrouillenflüge entlang der Küste gegen feindliche Schiffe und U-Boote sowie die Verteidigung gegen feindliche Luftangriffe. Im April 1918 verschmolz die RNAS, welche zu diesem Zeitpunkt eine Personalstärke von 67.000 Mann hatte und über 2.949 Flugzeuge, 103 Luftschiffe und 126 Küstenstationen verfügte, mit dem Royal Flying Corps zur Royal Air Force.

### Fleet Air Arm
Am 1. April 1924 wurde die Fleet Air Arm of the Royal Air Force gegründet. Diese umfasste all jene Einheiten der RAF, welche auf Flugzeugträgern und Kampfschiffen stationiert waren. Am 14. Mai 1937 ging die Fleet Air Arm wieder unter das Kommando der Admiralität. Zu Beginn des Zweiten Weltkriegs bestand die Fleet Air Arm aus 20 Staffeln mit insgesamt nur 232 Flugzeugen. Zum Ausrüstungsbestand gehörten noch Doppeldecker wie die Fairey Swordfish. 1945 betrug die Stärke der Fleet Air Arm 59 Flugzeugträger, 3.700 Flugzeuge, 72.000 Personen und 56 Luftstützpunkte, welche über die ganze Welt verteilt waren. Der Flugzeugträger hatte das Schlachtschiff als Großkampfschiff der Flotte verdrängt. Etwa die Hälfte der Flugzeuge war von den USA im Rahmen des Leih- und Pachtgesetzes zur Verfügung gestellt worden. Trägergestützte Flugzeuge waren jetzt Angriffswaffen unter eigener Regie.

### Nachkriegsgeschichte
Nach dem Krieg stand die FAA vor der schwierigen Aufgabe, Jets in den Flugzeugträgerbetrieb einzugliedern, Ende der 1940er Jahre erhielt due FAA mit der Sea Vampire ihr erstes Strahlflugzeug. Die Düsenflugzeuge jener Zeit waren bei niedrigen Geschwindigkeiten deutlich weniger beschleunigungsfähig als Propellermaschinen. Die FAA verwendete auch noch im Koreakrieg leistungsstarke Kolbenmotorflugzeuge, welche aber schnellfliegende Jets nicht bekämpfen konnten. Einer Staffel von Hawker Sea Furies gelang in einem Angriff dennoch der Abschuss einer MiG-15 und die Beschädigung weiterer Feindflugzeuge.

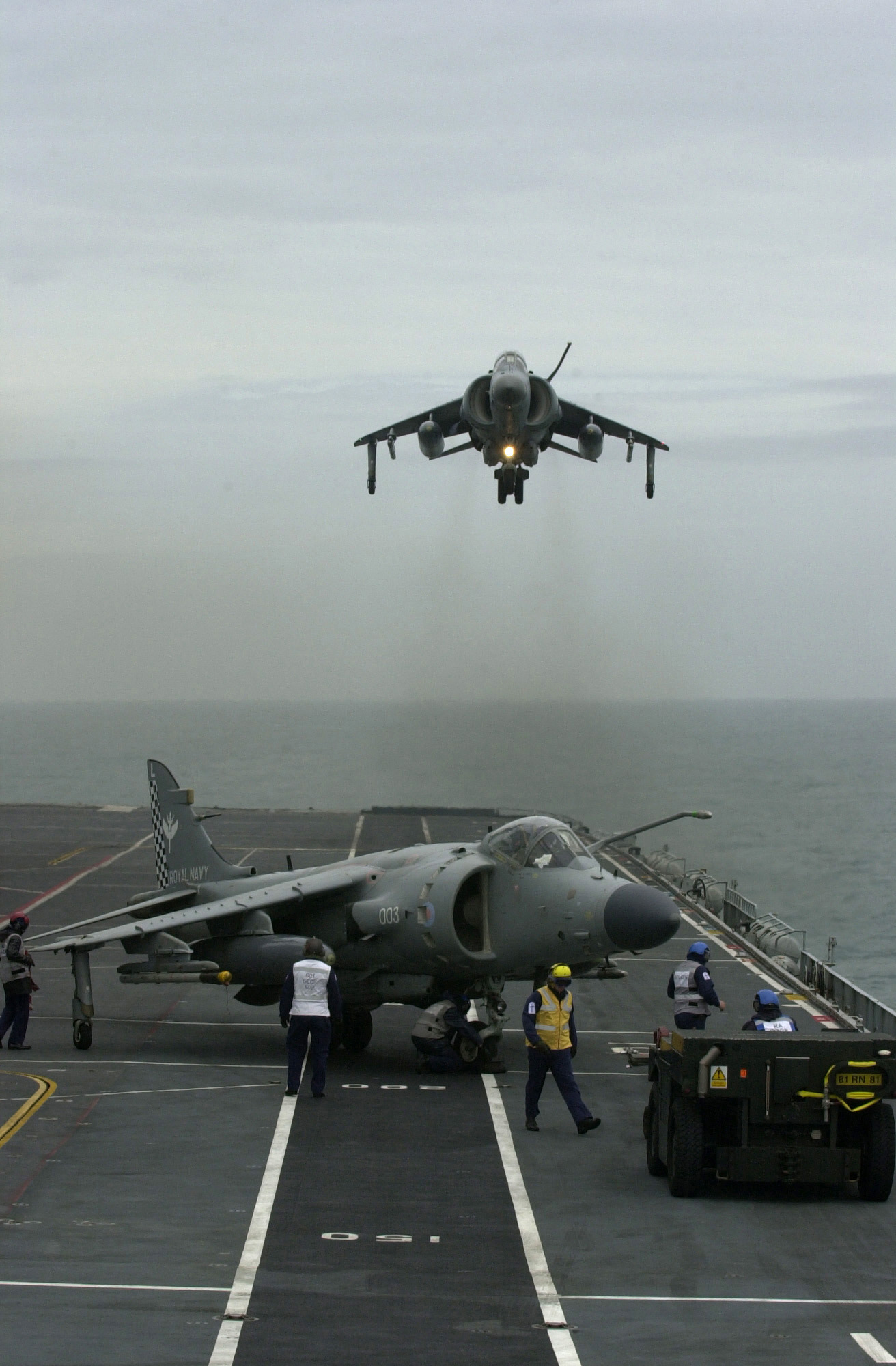
Sea Harrier FA.2 auf der Illustrious

Als die Jets dann größer, stärker und schneller wurden, benötigten sie auch längere Strecken für Start und Landung. Die United States Navy baute deshalb einfach größere Flugzeugträger. Die Royal Navy baute nach dem Krieg ebenfalls einige wenige große Flugzeugträger, von welchen die großen Kampfflugzeuge De Havilland Sea Vixen und McDonnell F-4 Phantom II sowie Blackburn Buccaneer zum Einsatz kamen, aber man suchte aufgrund notorischer Budgetprobleme nach einer sparsameren, „natürlicheren“ Lösung. Dies führte zur Einführung der Hawker Siddeley Harrier Senkrechtstarter, die von Schiffen jeder Größe aus effektiv eingesetzt werden konnten. In den 1970er Jahren führten Etatkürzungen der britischen Streitkräfte zur Streichung sämtlicher bisheriger Flugzeugträger der Royal Navy. Dennoch gelang es, eine neue Reihe von Trägern im Format von Kreuzern, die Invincible-Klasse, zu bauen und mit Sea Harrier Flugzeugen auszurüsten. Bis 2010 stellten die Harrier das Rückgrat der Starrflügel-Streitkräfte der Royal Navy dar.
Hubschrauber wurden seit den 1960er Jahren ebenfalls zu einem wichtigen Teil der Marineluftwaffe. Zuerst setzte man sie neben den Starrflügel-Flugzeugen auf den Trägern ein, später kamen sie auch auf den meisten kleineren Schiffe. Heute befindet sich auf jedem Schiff von der Größe einer Fregatte oder größer mindestens ein Hubschrauber. Westland Wasps und Sea Harrier spielten 1982 im Falklandkrieg eine wichtige Rolle. 1991 wurden beim Angriff auf Irakische Patrouillenboote im Zweiten Golfkrieg Westland Lynx eingesetzt. Sea Kings leisteten bei der Bekämpfung Aufständischer in Sierra Leone Unterstützung.
Die Fleet Air Arm unterhält auf der Basis „Royal Naval Air Station Yeovilton“ in Somerset ein eigenes Museum.

## Organisation
Der FAA ist in Staffeln (Squadrons) organisiert. Sie werden mit „# NAS“ benannt, wobei „#“ eine Nummer ist und NAS für „Naval Air Squadron“ (Marine-Luft-Staffel) steht. Die Nummern aus dem Bereich 700 bis 799 werden für Schulungseinheiten verwendet und Nummern aus dem Bereich 800–899 für Staffeln im operativen Einsatz. Während des Zweiten Weltkriegs wurden die 1700er und 1800er Zahlenbereiche ebenfalls für Staffeln im operativen Einsatz verwendet.
Von den einst diversen Militärflugplätzen werden noch zwei hauptsächlich vom Fleet Air Arm genutzt, das sind die HMS Heron, (Royal Naval Air Station Yeovilton) und die HMS Seahawk (Royal Naval Air Station Culdrose). Einige Einheiten liegen auf weiteren Plätzen, zum Flugtraining (RAF Barkston Heath und RAF Shawbury). Die Flugzeuge vom Typ F-35 sind gemeinsam mit den RAF-Flugzeugen auf RAF Marham stationiert.

### Flugtraining
- 700X Naval Air Squadron[10] Hauptsächlich für Drohnenversuche auf dem Schwesterflugplatz Predannack nahe RNAS Culdrose.
- 703 Naval Air Squadron[11] Grundschultraining auf Prefect T1
- 705 Naval Air Squadron[12] Teil der Defence Helicopter Flying School.
- 727 Naval Air Squadron[13] Grundschulung auf Tutor.
- 750 Naval Air Squadron[14] mit Beechcraft Avenger T1

### Spezialaufgaben
- 736 Naval Air Squadron ab 2013 bis März 2022 mit BAe Hawk ab Culdrose.[15]

### Einsatzgeschwader
- 809 Naval Air Squadron, Reaktiviert 2023[16] auf F-35.
- 814 Naval Air Squadron[17] Merlin Mk2 U-Boot-Jäger
- 815 Naval Air Squadron[18] Wildcat HMA 2 U-Boot-Jäger
- 820 Naval Air Squadron[19] Helikopterstaffel für den Einsatz vom Flugzeugträger HMS Queen Elizabeth
- 824 Naval Air Squadron[20] „Operationelle“ Helikopter-Schulungsstaffel für Merlin Helikopter in Culdrose
- 825 Naval Air Squadron[21] Operational Conversion Unit, „operationelle“ Helikopter-Schulungsstaffel für Wildcat Helikopter in Yeovilton
- 845 Naval Air Squadron (für Royal Marines)[22] mit Merlin HC4
- 846 Naval Air Squadron (für Royal Marines)[23] Operational Conversion Unit und Maritime Counter Terrorism Air Group (MAG) mit Merlin HC4
- 847 Naval Air Squadron (für Royal Marines)[24] mit Wildcat

## Ausrüstung

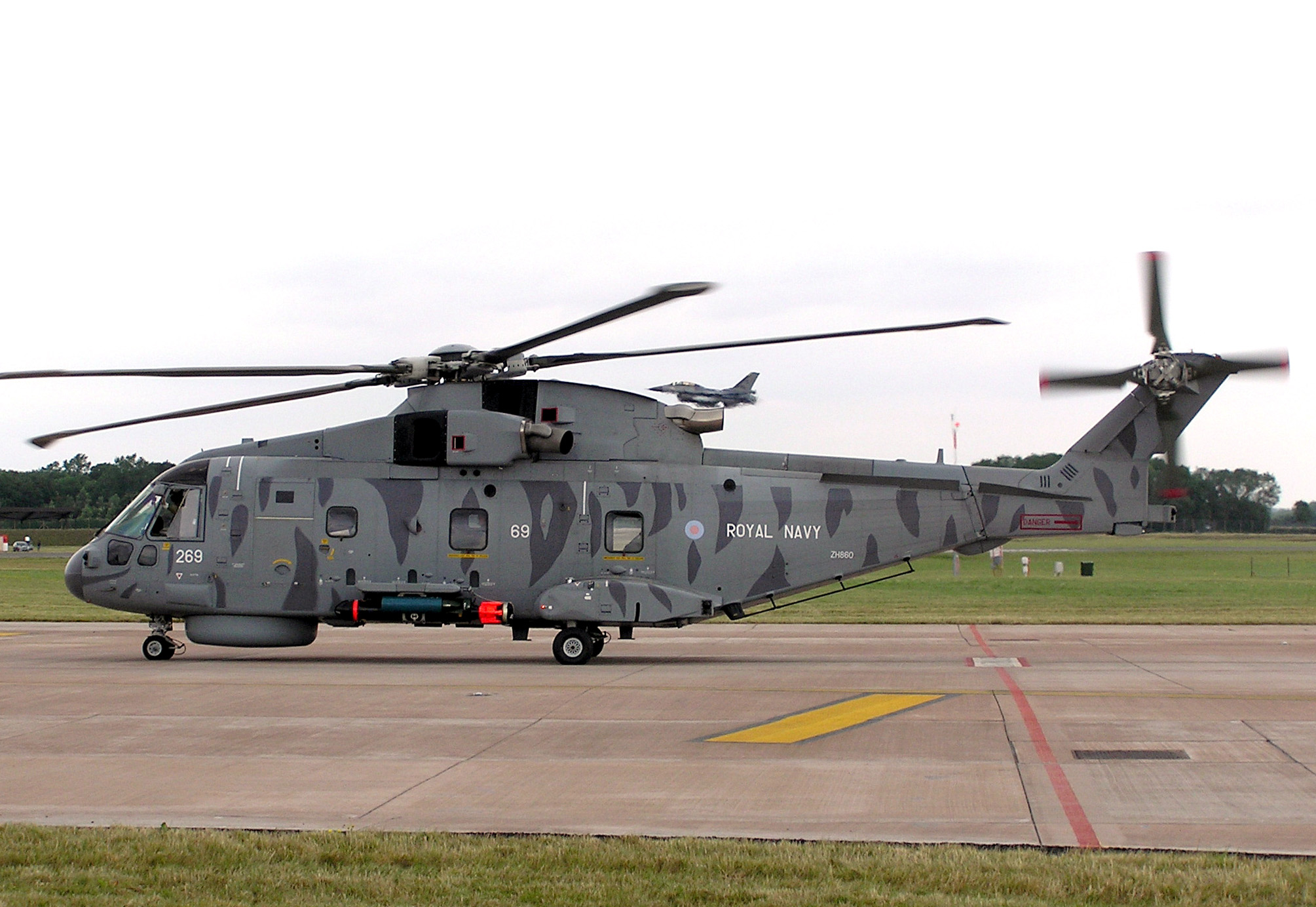
Merlin HM1, RAF Fairford

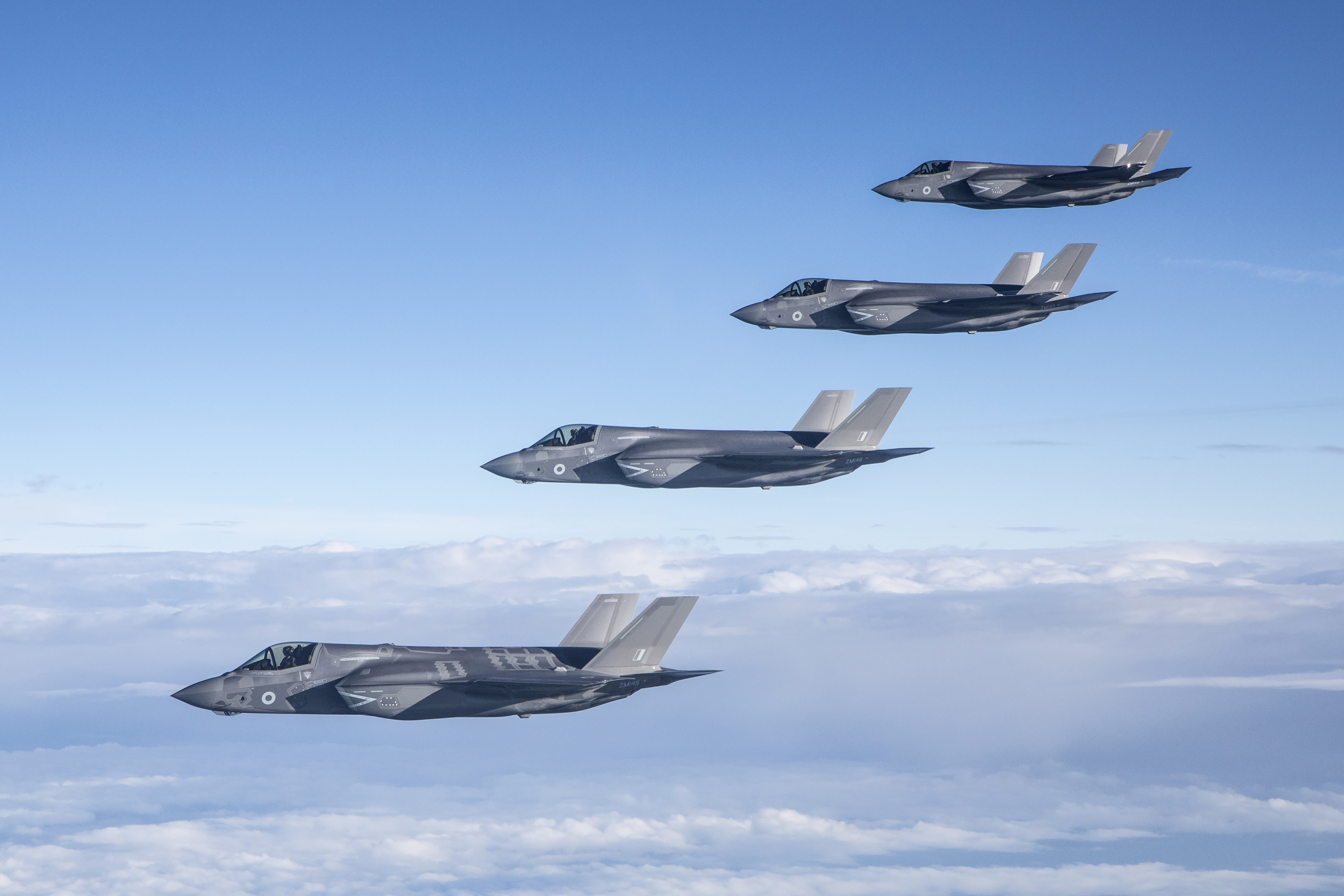
F-35B Lightning II

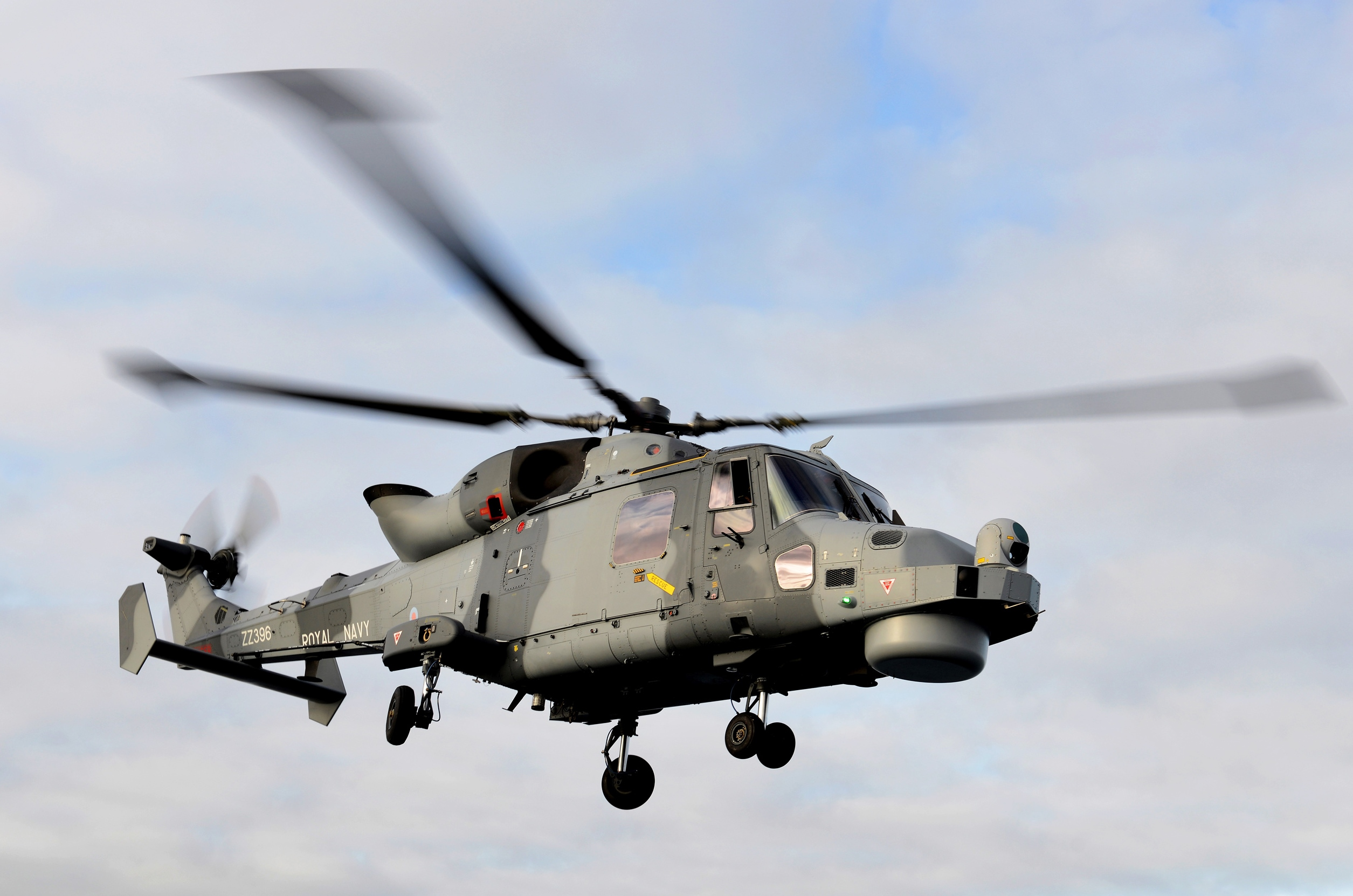
AgustaWestland AW159 Wildcat

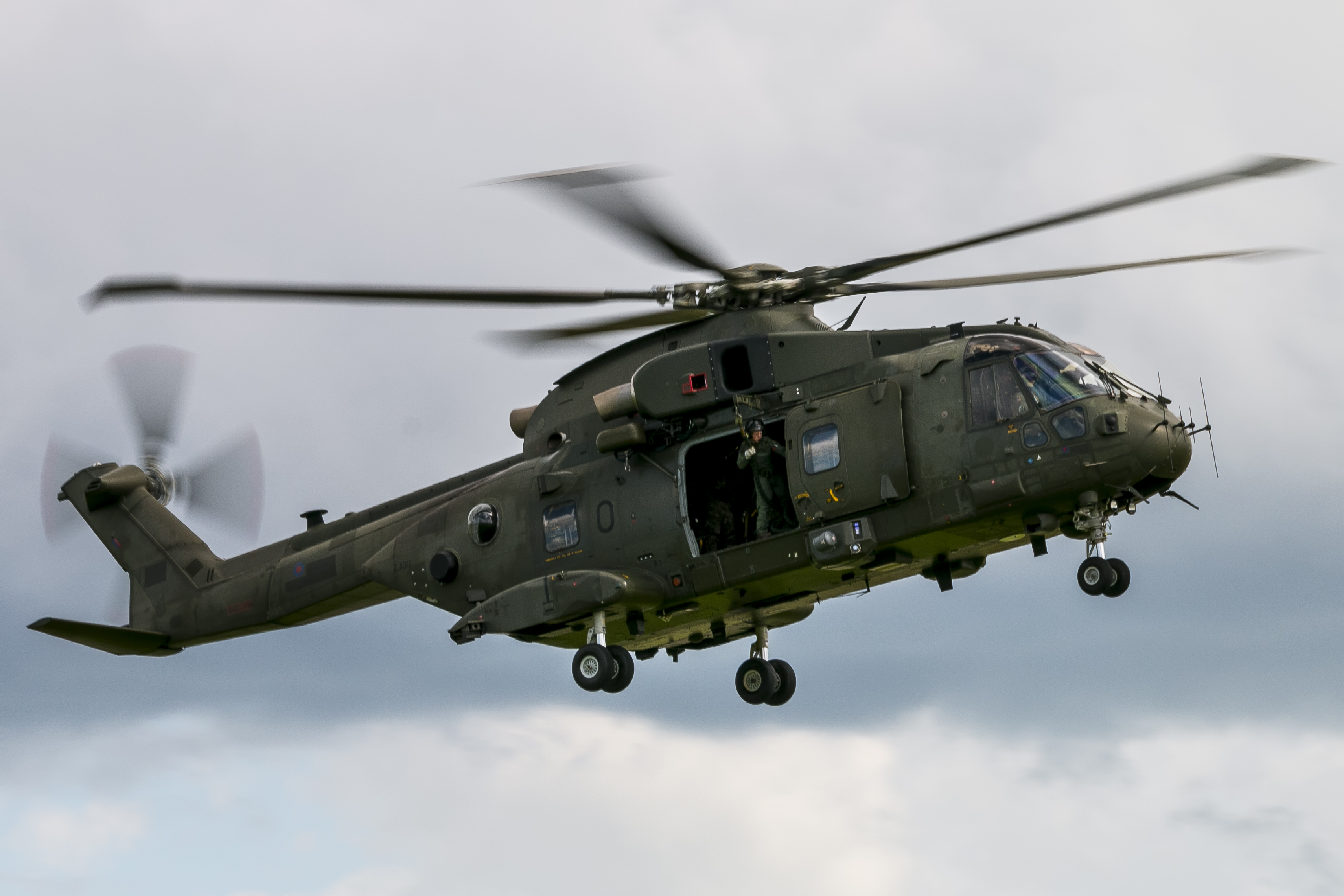
Merlin HC3

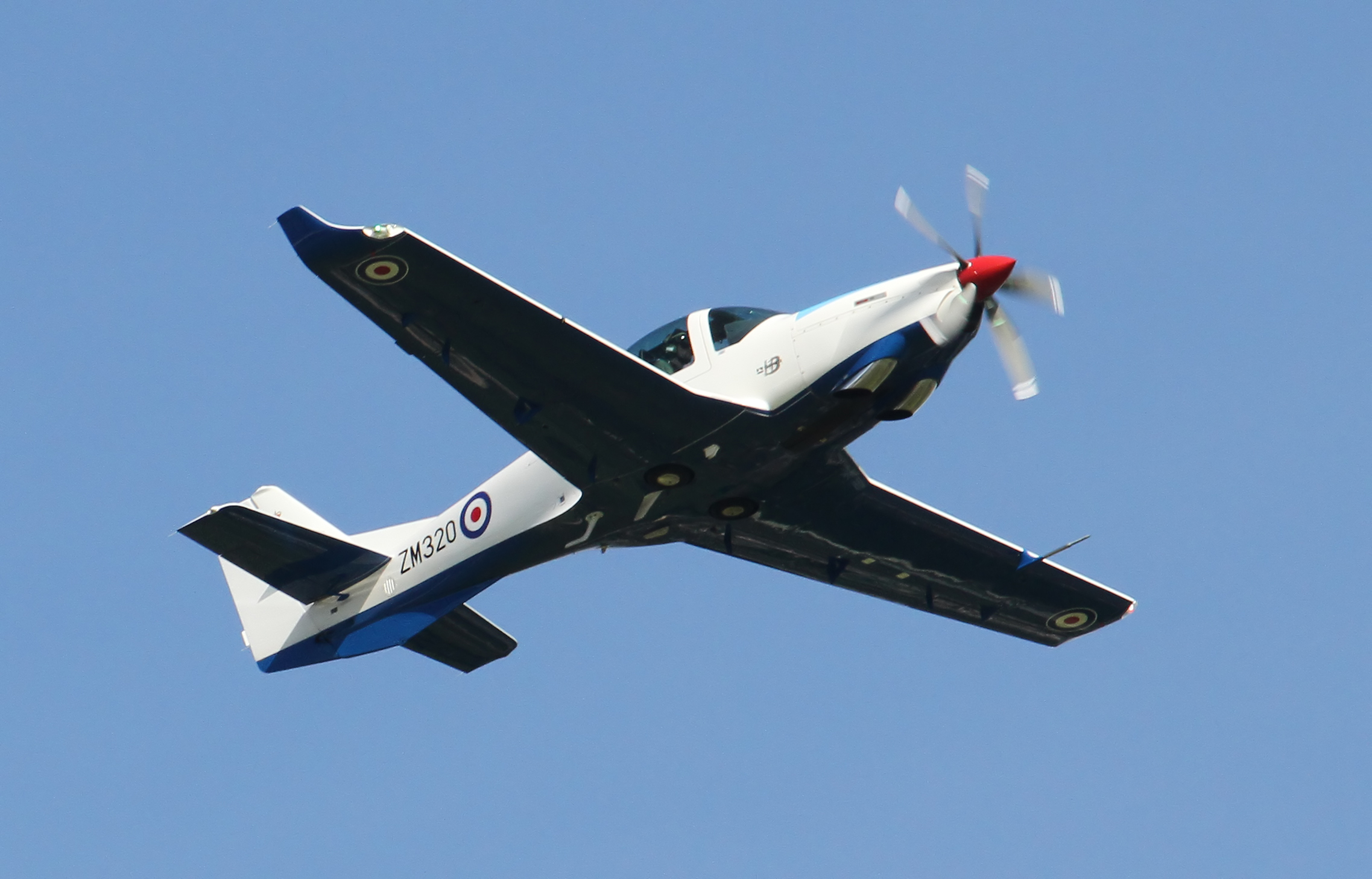
Grob Prefect T1, ein Turboprop-Trainer

Der FAA betreibt sowohl Starrflügel-Flugzeuge als auch Hubschrauber. Die Flugzeuge werden nach dem gleichen System bezeichnet, welches auch die RAF verwendet.
Der FAA betrieb im Jahr 2020 deren 174 Flugzeuge. Hierbei handelt es sich in erster Linie um Hubschrauber mit zusätzlichen F-35-Flugzeugen, die derzeit getestet werden.
- Kampfhubschrauber
  - 32 AgustaWestland Merlin HM2, U-Jagd-Helikopter.[4]
  - 28 AgustaWestland AW101Merlin HC.3/3A, Transporthubschrauber für die Royal Marines, insbes. für die 3 Commando Brigade bzw.[3]
  - 28 AgustaWestland Wildcat HMA2 Mehrzweckhelikopter[2]
- Trainingsflugzeuge
  - 15 BAE Hawk T1, Zieldarstellung in diversen Schulungs-Szenarien (luftgestützte Frühwarnsysteme, Flugleitung der Jagdflieger, Luftkampftraining)
  - 4 Beechcraft Avenger T1 (King Air 350ER), Trainer für die Missionspezialisten auf den Helikoptern.[14]
  - Grob 120TP Prefect, Basistrainer für Piloten.[26]
  - Grob Tutor, wird für die Pilotenauswahl verwendet.[13]

Die Royal Navy beschaffte zum Betrieb der F-35B Lightning II (STOVL) die Flugzeugträger der Queen-Elizabeth-Klasse. Die gemeinsame Landbasis aller britischen F-35 ist RAF Marham.

## Erwähnenswerte Mitglieder des Fleet Air Arm
- Aircraft Mechanic First Class Henry Allingham – letzter Überlebender der Skagerrakschlacht
- Lieutenant Commander (A) Eugene Esmonde VC, DSO – starb am 12. Februar 1942 als Kommandeur der 825 Naval Air Squadron mit Fairey Swordfish beim Angriff auf die Schlachtschiffe Scharnhorst und Gneisenau beim Unternehmen Cerberus
- Lieutenant Laurence Olivier – bekannter britischer Schauspieler und Regisseur, freiwilliger Marineflieger im Zweiten Weltkrieg, brachte es bis zum Rang eines Leutnants.
- Prince Andrew, Duke of York – diente im Falklandkrieg
- Sir George Martin – Produzent der Beatles